# Pascual Abaj

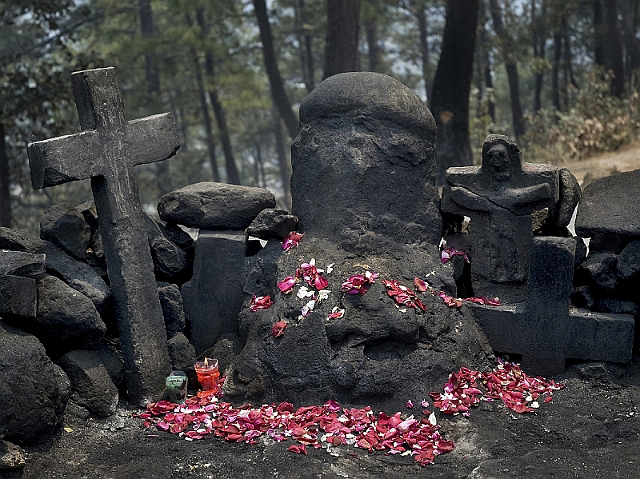
La deidad Pascual Abaj, situado en su altar en la cima de la colina Turk'aj, a 1200 metros del centro de la localidad de Chichicastenango (Guatemala). A la izquierda se ve una cruz cristiana, y a la derecha hay un crucifijo, que indican la presencia de un fuerte sincretismo religioso.

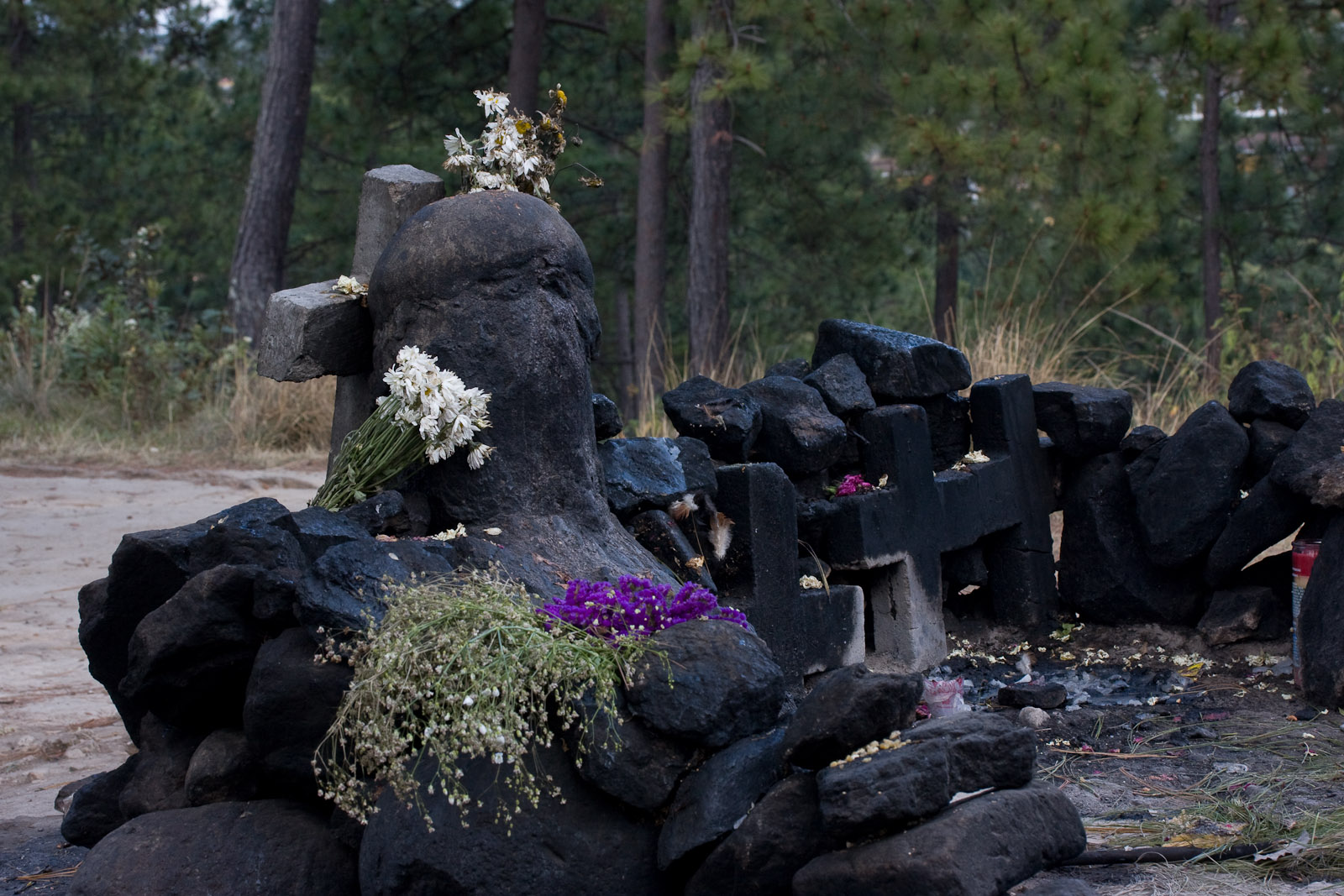
Primer plano de la deidad Pascual Abaj, completamente vandalizado en las últimas décadas.

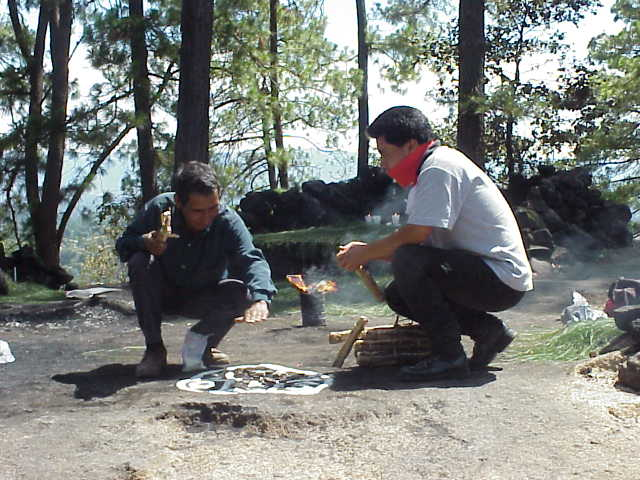
Un peticionante acompaña al chamán que realiza una ofrenda para interceder ante el dios Pascual Abaj.

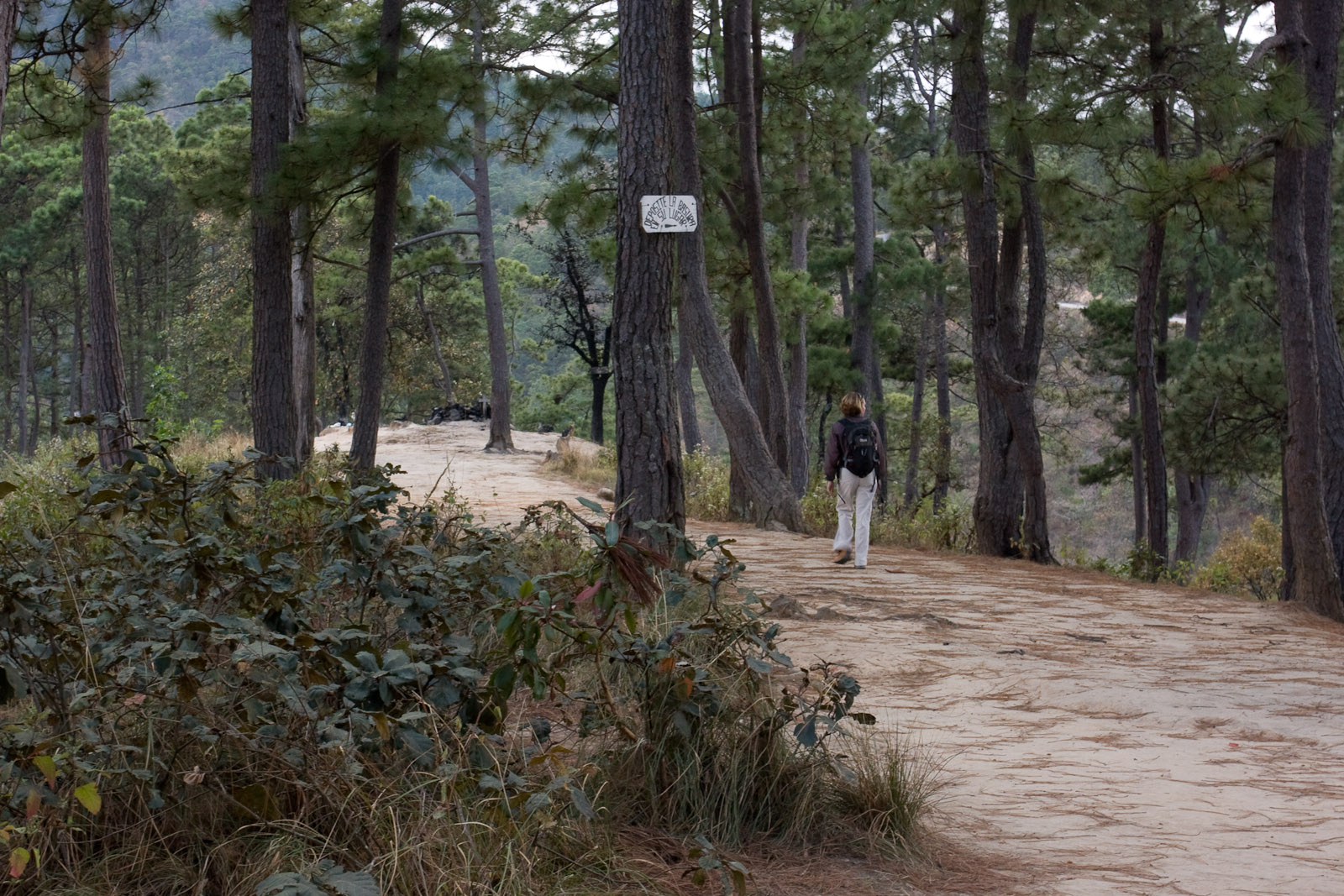
Último tramo de la calle desde la ciudad de Chichicastenango (1200 metros).

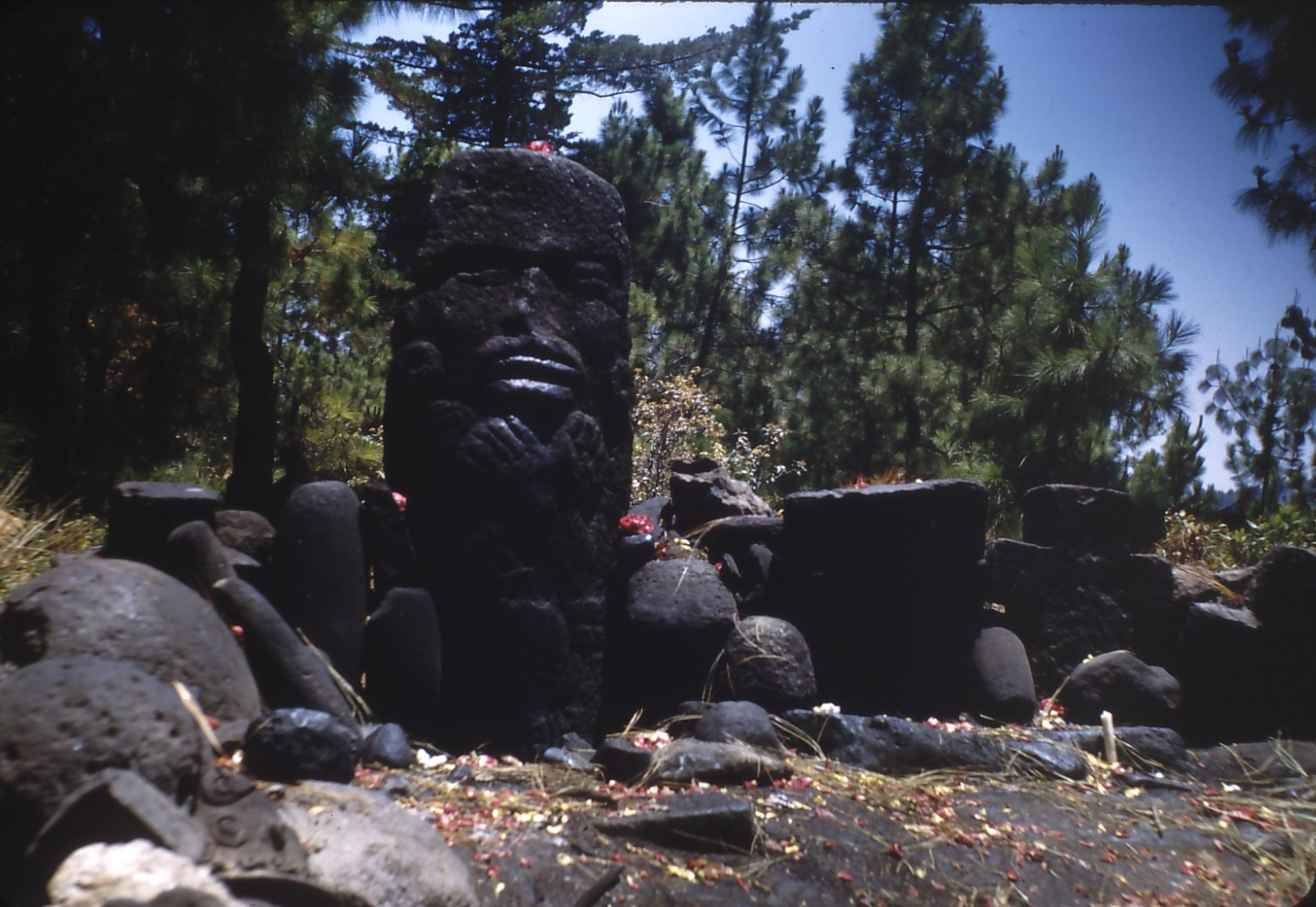
La deidad Pascual Abaj tal como se veía en 1948, antes de ser vandalizada por «ladinos» antipaganos católicos. Nótese la ausencia de cruces cristianas.

Pascual Abaj es un dios maya con forma de ídolo de piedra. Se encuentra situado en un altar de piedra (con un par de cruces cristianas) en la cima de la colina Turk'aj, a 1200 metros del centro de la localidad de Chichicastenango (Guatemala).
En la cima se encuentra un claro del bosque donde está el altar con la efigie del dios Pascual Abaj.

## Nombre

### El dios Pascual Abaj
El dios Pascual Abaj también es conocido con el nombre de Juiup Takaj (Huyup Tak’ah: ‘plano en la colina’), y
Turk’a, que podría significar ‘desatarse’, y por lo tanto la piedra es considerada una diosa de la fecundidad.
El nombre Pascual Abaj resulta de combinar el nombre masculino cristiano Pascual y la palabra quiché Abaj (‘piedra’).

### El cerro Turkaj
La colina se llama Turk’aj, nombre quiché que podría significar ‘lugar sagrado’ o ‘piedra sagrada’.
La colina también podría llamarse Turk’a.

## Ubicación
La colina Turk’aj también se conoce como «cerro Pascual Abaj» o «cerro de Pascual Abaj» o «cerro Juiup Takaj» (Huyup Tak’ah: ‘planicie en la colina’).
En la cima se encuentra un claro del bosque donde está el altar con la efigie del dios Pascual Abaj.
El altar se encuentra a 660 m a vuelo de pájaro (en línea recta) al sursudoeste de la iglesia de Santo Tomás (que está en el centro de la ciudad de Chichicastenango) ―o a 1680 m recorriendo el camino desde el pueblo―, a 2110 m s. n. m., o sea 40 metros más alto que la iglesia.
Está apenas a 100 m al sur de los barrios del suroeste de Chichicastenango (que están a 2070 m s. n. m.), y a 250 m al oeste de los barrios del sur (también a 2070 m s. n. m.).
Chichicastenango es una pequeña ciudad, a 19 km al sur-sureste de Santa Cruz, la cabecera del departamento de Quiché (en el centro de la República de Guatemala).

## Historia
En el lugar donde se encuentra desde hace siglos la iglesia de Santo Tomás ―en el centro de Chichicastenango― estaba el templo principal de los mayas, el altar del dios Abaj ―un ídolo de piedra―. Los quichés consiguieron retirarlo del templo antes de que los conquistadores españoles lo hallaran y lo destruyeran. Fue llevado a la montaña, y durante mucho tiempo siguieron adorándolo a escondidas.
El sitio es muy reconocido por los turistas debido a la centenaria celebración de rituales de los pobladores quichés. Se lo considera un lugar sagrado.
El dios Abaj es el dios de la tierra, de la fertilidad y de la lluvia.

## Ceremonias ancestrales
En la cima del cerro Turcaj ―que es más bien una colina― los chamanes (sacerdotes mayas) celebran ceremonias en honor al dios indígena Pascual Abaj.
Los peticionantes (clientes) comisionan a un chamán para que interceda ante Abaj con el fin de recuperar la salud perdida, obtener alguna mejora en el trabajo o los favores de un amor esquivo.
Los peticionantes se reúnen alrededor del chamán, quien hace ofrendas de
candelas (velas de cera) de distintos colores,
incienso de resina copal,
cigarros de tabaco,
cigarrillos,
frutas,
flores,
ramas de árboles resinosos,
gallinas,
huevos,
comidas,
bebidas (principalmente guaro [aguardiente]) y
a veces aves.
Los indígenas también llegan ante el dios para casarse.